# Sinki
Le sinki est un radis fermenté utilisé dans de nombreux plats népalais. Il est consommé au Népal et en Inde.

## Processus de fermentation et préparation
La préparation du sinki commence par le flétrissement des radis pendant quelques jours. Les extrémités des feuilles sont ensuite retirées et le radis coupé en lamelles. On utilise généralement un dhiki, sorte de mortier traditionnel népalais en bois pour casser le radis. On creuse ensuite un trou de 60 à 90 centimètres dans le sol et un petit feu est allumé au fond de ce trou juste avant d’y placer les radis afin de réchauffer le sol.
Une fois que le trou est suffisamment chaud, on peut éteindre le feu et tapisser le fond du trou avec du bambou et de la paille. Les radis coupés en lamelles sont alors déposés à l’intérieur et ensuite recouverts de végétation, de pierres, de bois et finalement de boue afin de créer une barrière impénétrable.
On laisse alors les radis 20 à 30 jours dans le trou afin que les acides lactiques permettent sa fermentation. Après environ un mois de fermentation bactérienne, les radis sont séchés au soleil. Ils peuvent être conservés plusieurs années.

## Consommation

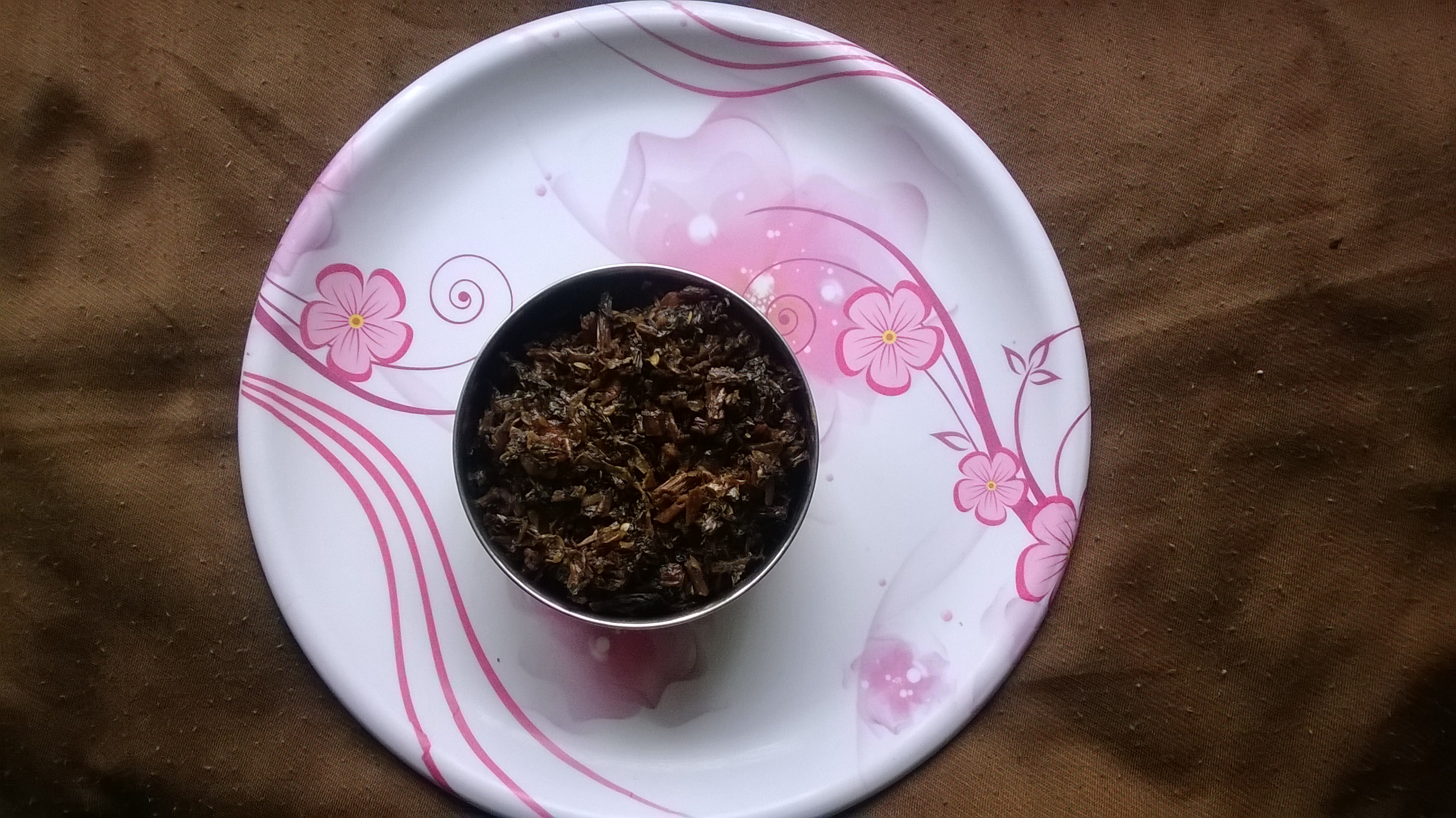
Un bol de gundruk.

Le sinki est souvent utilisé en soupe. Pour la préparer, les radis obtenus après fermentation doivent être trempés dans de l’eau pendant environ 10 minutes. En même temps, on hache des légumes tels que de l’oignon, de la tomate et des piments qu’on fait ensuite sauter dans l’huile. Les lamelles de sinki sont ensuite ajoutées à la préparation de légumes avec un peu de sel. La soupe, communément servie avec du riz blanc, s’obtient en ajoutant de l’eau et en laissant cuire à feu doux jusqu’à ce que tous les ingrédients deviennent tendres.
On cuisine également le sinki avec un autre plat traditionnel népalais appelé gundruk. Ce dernier comporte des feuilles de chou-fleur et les feuilles de radis qui ont été retirées avant sa fermentation. Ces feuilles sont hachées en morceaux et stockées dans une marmite laissée au soleil la journée et chauffée au feu de bois la nuit. De l’eau chaude peut être ajoutée à la mixture de temps à autre. Après environ une semaine, le gundruk peut être sorti de la marmite et séché au soleil. Cette méthode garantit que la nourriture puisse être conservée jusqu’au moment où elle sera mangée.
Le sinki peut enfin être préparé en saumure. Pour ce faire, le sinki n’est pas séché au soleil mais est directement mélangé à des épices et conservé dans des bouteilles.